# Kabinett Schmitt II
Das Kabinett Schmitt II bildete vom 21. November 1929 bis 20. November 1930 die Landesregierung von Baden.
Am 27. Oktober 1929 fand die Wahl zum 3. badischen Landtag statt. In seiner 4. Sitzung vom 21. November 1929 wählte der Landtag die Minister und Staatsräte sowie den Staatspräsidenten und dessen Stellvertreter.
| Amt                          | Name                                                   | Partei |
| ---------------------------- | ------------------------------------------------------ | ------ |
| Staatspräsident Finanzen     | Josef Schmitt                                          | Z      |
| Inneres                      | Franz Josef Wittemann                                  | Z      |
| Justiz Kultus und Unterricht | Adam Remmele auch Stellvertreter des Staatspräsidenten | SPD    |
| Staatsrat                    | Emil Maier                                             | SPD    |